# Slow
Slow – singel australijskiej piosenkarki Kylie Minogue, pochodzi z albumu Body Language (z 2003 roku).

## Listy utworów / Formaty
| CD single / Australian CD 1 1. "Slow" — 3:13 2. "Sweet Music" — 4:08 3. "Slow" (Medicine & remix) — 6:57 4. "Slow" music video — 3:54 Australian CD 2 1. "Slow" — 3:13 2. "Soul on Fire" — 3:32 3. "Slow" (Radio Slave mix) — 10:27 4. "Slow" (Synth City mix) — 5:50 | Vinyl single 1. "Slow" (Radio Slave mix) — 10:27 2. "Slow" (Extended mix) — 6:34 3. "Slow" (Medicine 8 remix) — 6:57 DVD single 1. "Slow" — 3:13 2. "Sweet Music" — 4:08 3. "Slow" music video European CD single 1. "Slow" — 3:13 2. "Soul on Fire" — 3:32 |